# Mount Spann
Mount Spann är ett berg i Antarktis. Det ligger i Östantarktis. Argentina och Storbritannien gör anspråk på området. Toppen på Mount Spann är 925 meter över havet, eller 454 meter över den omgivande terrängen. Bredden vid basen är 4,5 km.
Terrängen runt Mount Spann är kuperad åt sydväst, men åt nordost är den platt. Trakten är obefolkad. Det finns inga samhällen i närheten.